# 曼涅
47°28′2″N 31°14′51″E / 47.46722°N 31.24750°E
曼涅（烏克蘭語：Манне），是烏克蘭的村落，位於該國南部尼古拉耶夫州，由沃茲涅先斯克區負責管轄，始建於1890年，面積0.62平方公里，海拔高度84米，2001年人口396，人口密度每平方公里638.7人。